# Aspidonymus woodwardi
Aspidonymus woodwardi är en insektsart som beskrevs av Brimblecombe 1957. Aspidonymus woodwardi ingår i släktet Aspidonymus och familjen pansarsköldlöss. Inga underarter finns listade i Catalogue of Life.